# Südtirol Bergcup
Der Südtirol Bergcup ist eine Serie von Bergrennen für Amateur-Rennradfahrer in Südtirol. Er wird seit 2013 ausgerichtet.
2025 fanden die folgenden Rennen statt:
- 12. April: Mendelrace von St. Michael in Eppan auf den Mendelpass (1363 m) mit einer Länge von 14,5 km bei einem Höhenunterschied von 958 Hm[1]
- 10. Mai: Edelrot Trophäe von Lana auf den  Gampenpass (1518 m) über 17,7 km bei einer Höhendifferenz von 1.204 Hm[2]
- 7. Juni: Prad -> Stilfserjoch (2757 m) über 24 km bei einer Höhendifferenz von 1.840 Hm[3]

Die Gesamtsieger 2025 waren Philip Götsch (Italien) und Julia Sörgel (Österreich).
Weitere Rennen dieser Serie waren in den Vorjahren:
- m2bike Trophy von Ratschings/Sterzing auf den Jaufenpass (2090 m)

(14,8 km, Höhendifferenz 1.118 Hm)
- Großer Preis Penser Joch von Sarnthein auf das Penser Joch (2211 m)

(25,5 km, Höhendifferenz 1.190 Hm)
- Trophäe Reiterjoch von Tesero auf das Reiterjoch (1983 m)

(10,6 km, Höhendifferenz 1.019 Hm)
- Zanolini Bike Trophy von Blumau zur Sportzone Steinegg (1220 m)

(10,4 km, Höhendifferenz 901 Hm)